# Rapoldi-Weiher
Der Rapoldi-Weiher liegt im gleichnamigen Rapoldipark im Innsbrucker Stadtteil Pradl, der als Naherholungszentrum ausgebaut wurde. Die Straßenbahn Linie 3 hält direkt vor dem Park. Neben dem Schlosspark Ambras und dem Hofgarten ist der Rapoldipark der drittgrößte in Innsbruck.
Der See besitzt sowohl einen künstlichen Wasserzulauf, welcher Wasser aus der Sill unterirdisch zuleitet, als auch einen 70 m langen Abfluss zurück in den Fluss. Das Gewässer bietet einen geschützten Lebensraum für verschiedene Enten- und Karpfenarten.

Rapoldi-Weiher
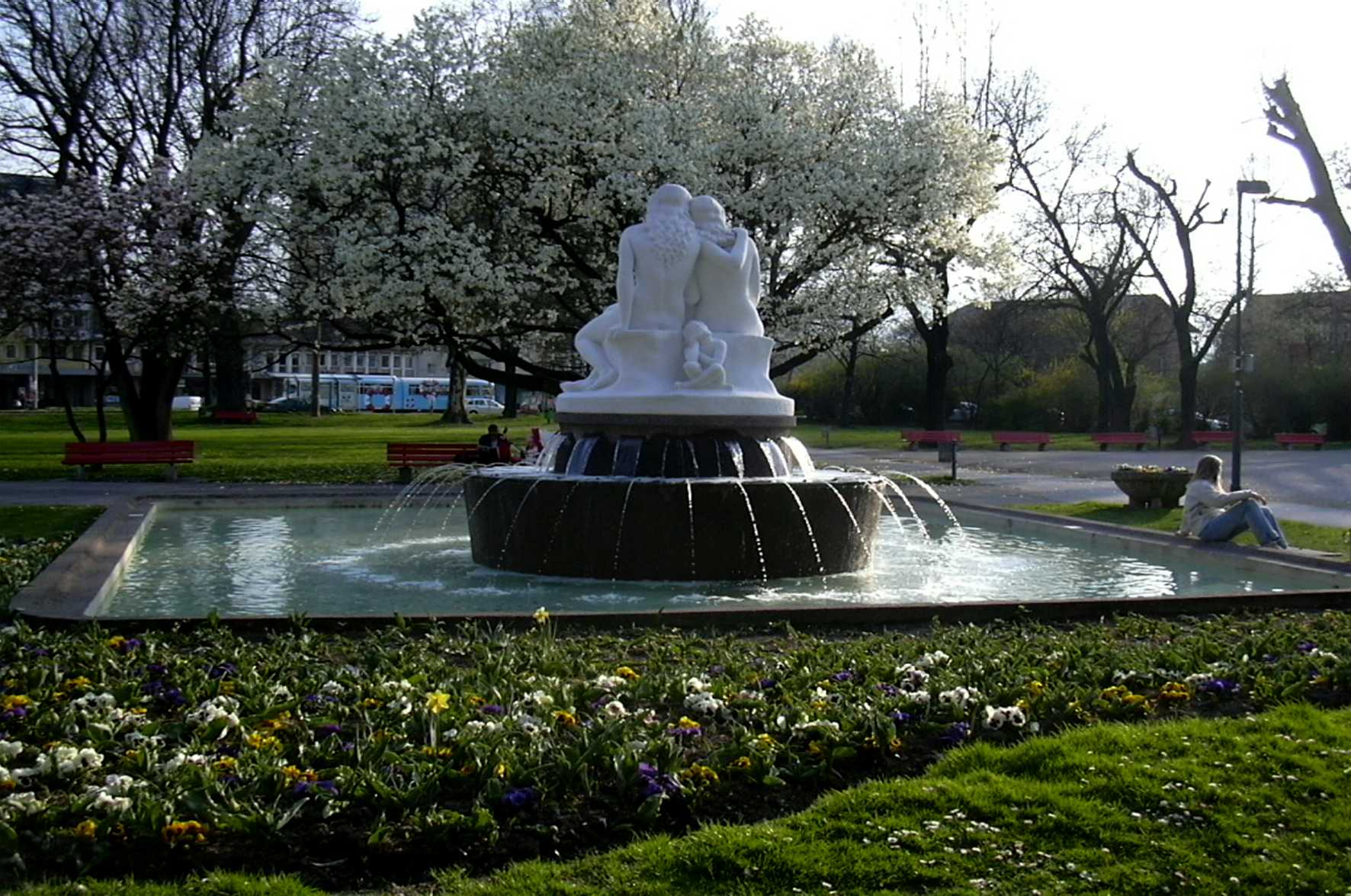
Rapoldi Brunnen
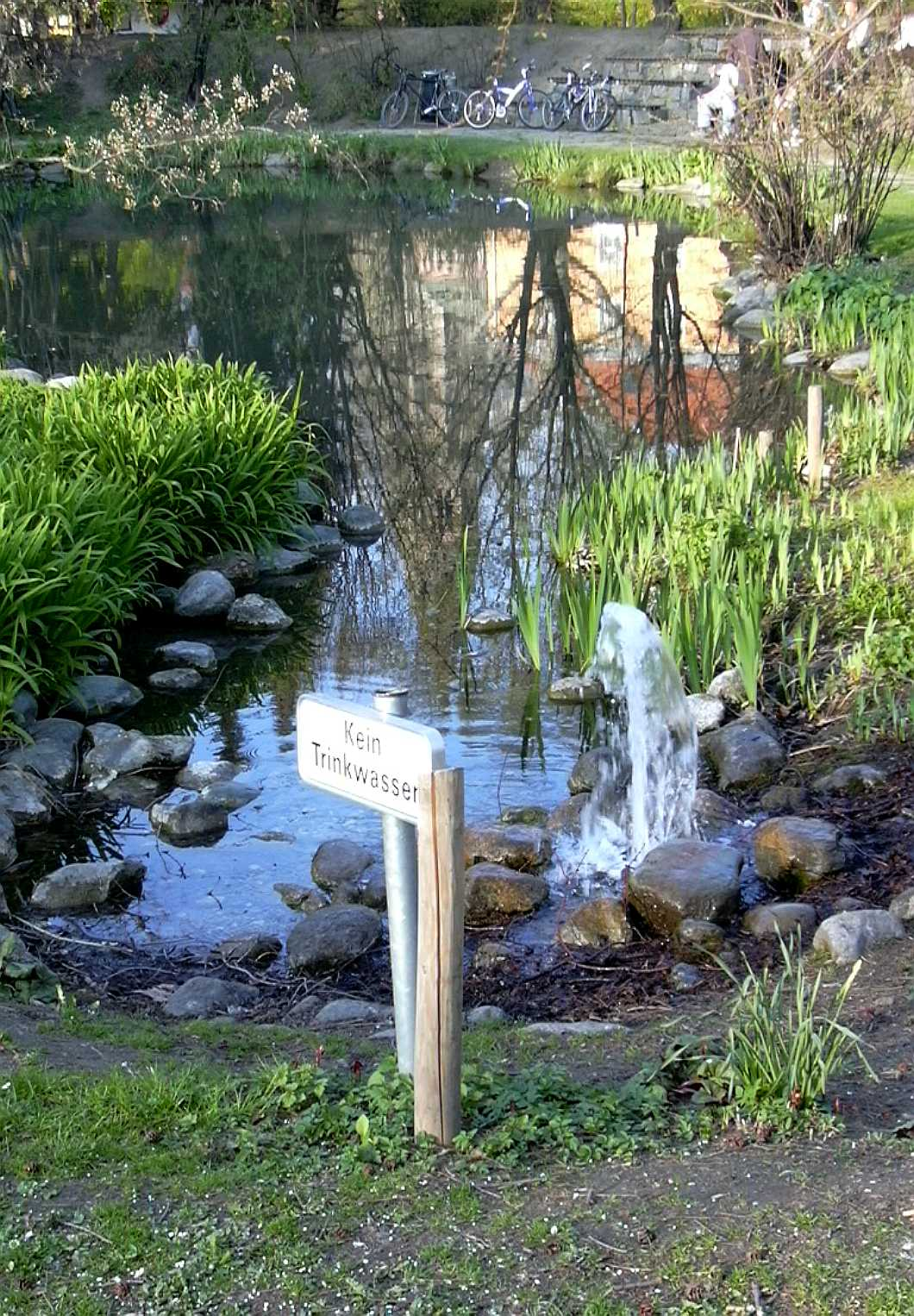
Quelle
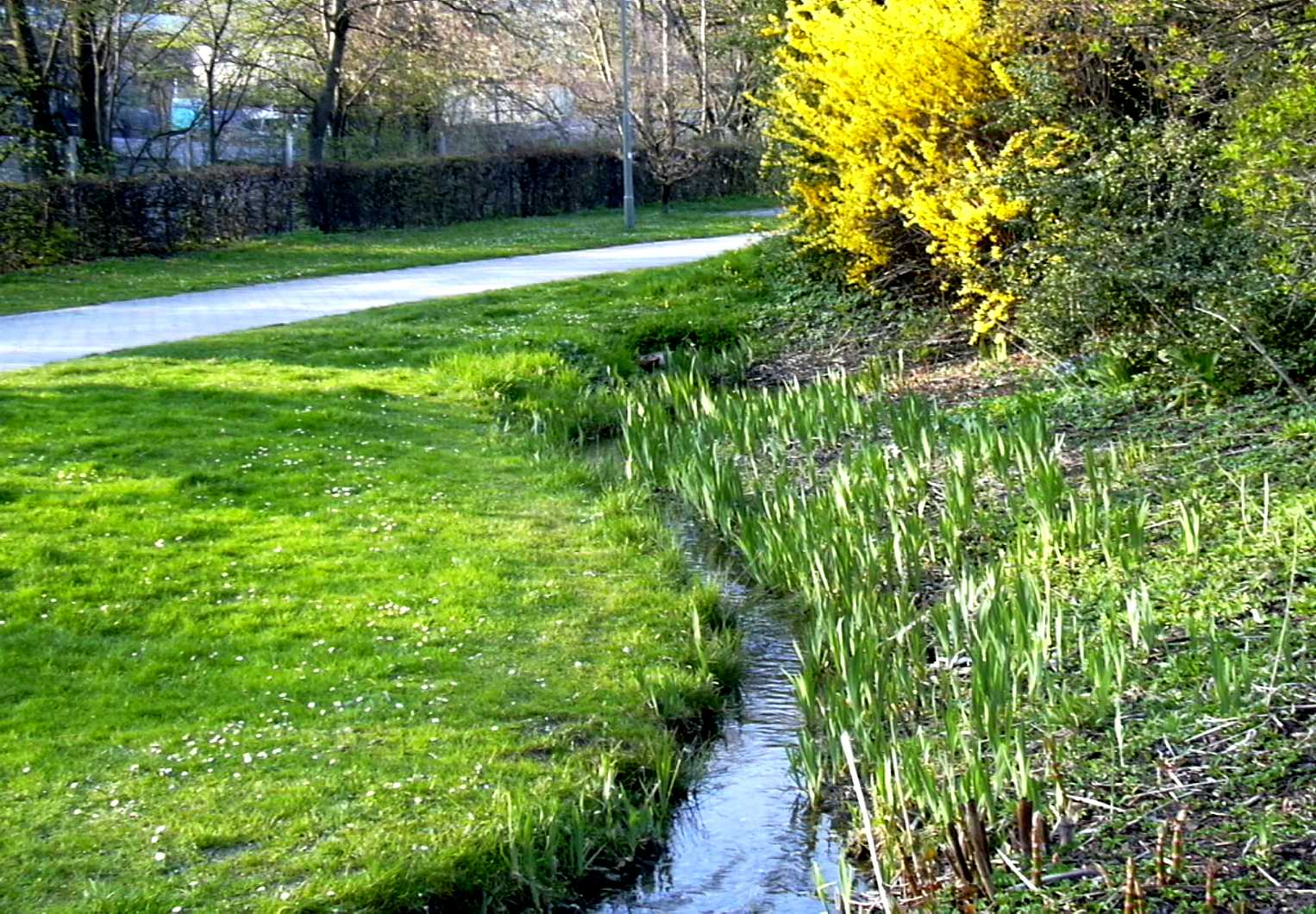
Seebach Ausfluss